# Distretto di Buqara
Il distretto di Buqara (o Bougara) è un distretto della provincia di Blida, in Algeria, con capoluogo Buqara.